# Кафедральний собор Вісбю
57°38′30″ пн. ш. 18°17′52″ сх. д. / 57.641666666667° пн. ш. 18.297777777778° сх. д.
Кафедральний собор Святої Марії у Вісбю (швед. Visby S:ta Maria domkyrka) — головна церква дієцезії Вісбю Церкви Швеції, єдиний вцілілий та діючий середньовічний собор у місті Вісбю, на шведському острові Готланд, Є третьою найстарішою спорудою у Вісбю.

## Історія
Кафедральний собор Святої Марії у Вісбю будувався у Середньовіччі. Будівництво парафіяльної церкви для численної громади німців-католиків, на гроші німецьких моряків та купців, почалося в XII столітті і було завершене 1225 року. 27 липня того ж року церква була освячена на ім'я Святої Марії єпископом Бенґтом Маґнуссоном з Лінчепінга. Церква є романською базилікою з апсидою, трансептом та західною вежею.
Через роки церква була збільшена в декілька разів, добудовані хори і дві східні вежі, пізніше церква ще неодноразово перебудовувалася. Після Реформації, 1572 року церква Святої Марії отримала статус кафедрального собору. З 2003 року Кафедральний собор Вісбю є також кафедральним собором Церкви Швеції за кордоном.
В одній з башт TeliaSonera має вбудовану базу станції для мобільної телефонії.

## Органи
Головний орган кафедрального собору виготовлений шведською органною майстернею  Åckerman & Lund і встановлений в соборі 1892 року. Хоровий орган, який також відомий як  Маріїнський орган , новіший, він встановлений 1984 року.

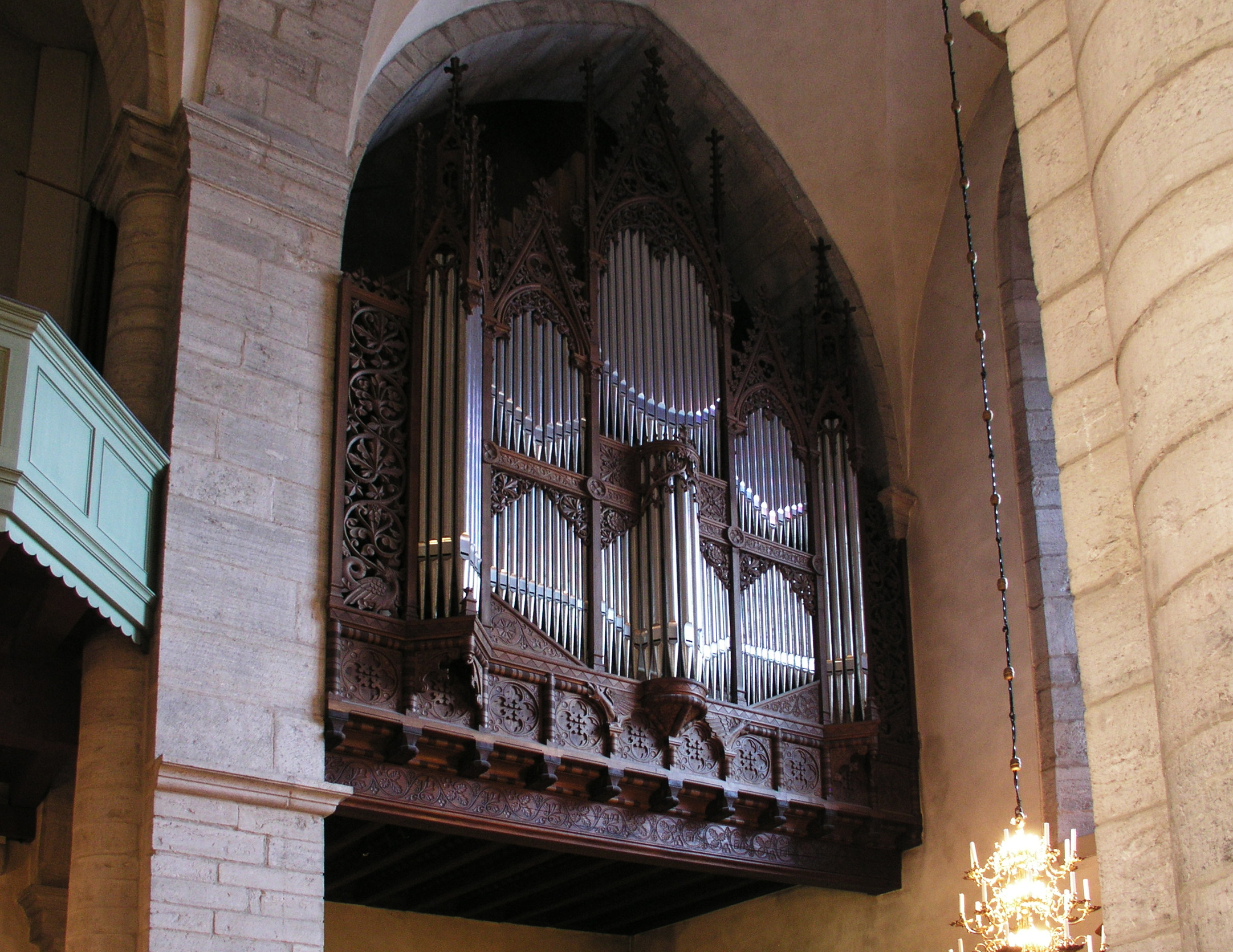
Головний орган
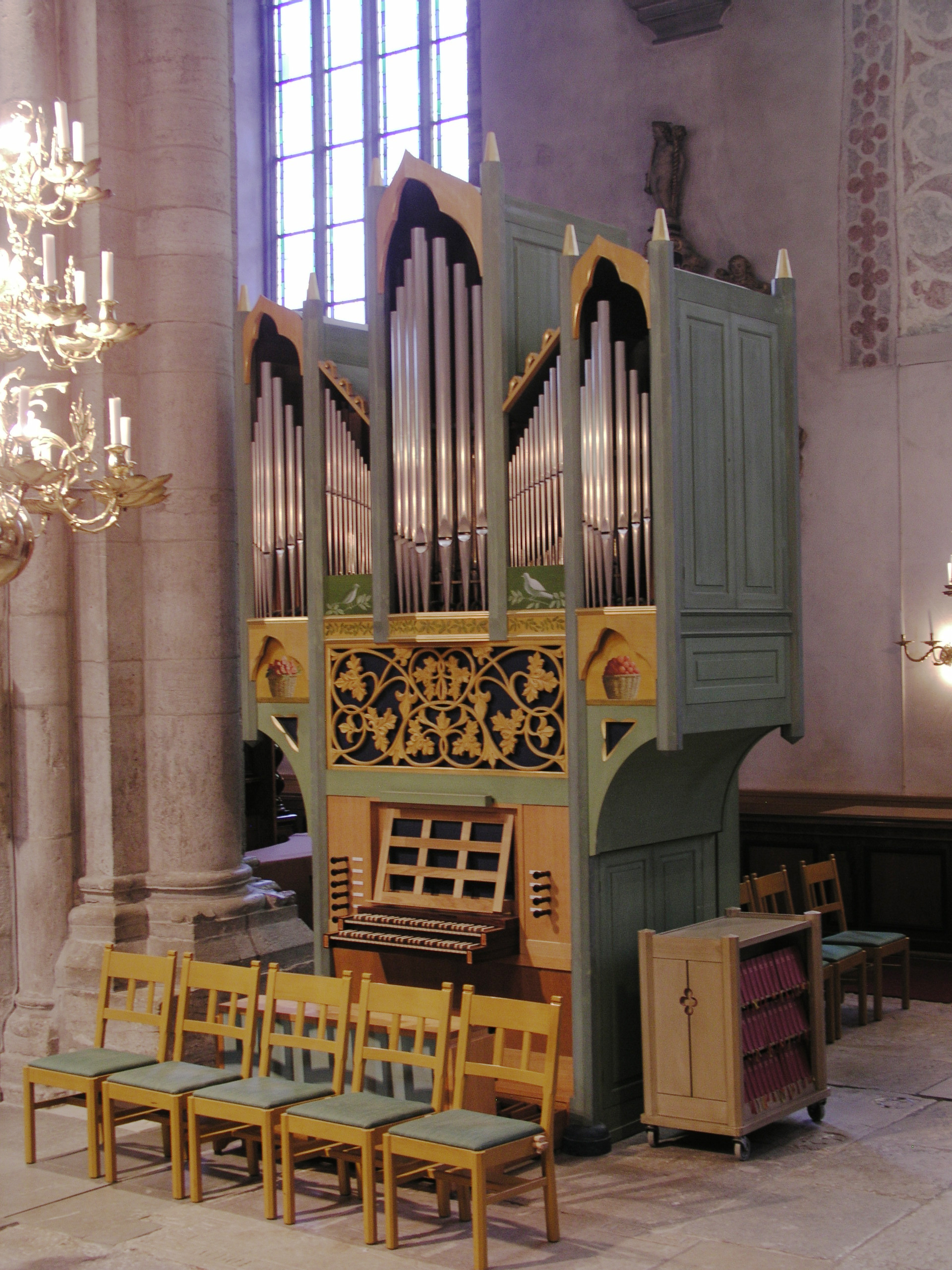
Хоровий орган

Крім того, у соборі є ще невеликі органи-позитиви та деякі інші історичні музичні інструменти.